# Life for Rent
Life for Rent (в переводе с англ. — «Жизнь в аренду») — второй студийный альбом певицы Дайдо, выпущенный в 2003 году. Во всем мире было продано более 12 млн экземпляров, альбом 10 недель возглавлял хит-парад Великобритании UK Albums Chart и был 7 раз сертифицирован в платиновом статусе английской организацией BPI.

## Об альбоме
Dido начала работу над альбомом вместе со своим братом Ролло Армстронгом в середине 2002 года. Life for Rent стал самым быстро продаваемым альбомом для певиц, превысив тираж в 5 млн экземпляров. В первый день было продано 102 500 экземпляров, а в первую неделю — 400 351 экземпляров во всём мире.
Согласно данным IFPI, диск стал 4-м альбомом по продажам во всём мире в 2003 году. А по данным BPI, он стал самым продаваемым диском в Великобритании в 2003 году и 7-м за всё десятилетие с 2000 по 2009 годы.
Альбом Life for Rent принёс певице первую номинацию на премию «Грэмми»: на 46-й церемонии «Грэмми» в категории «Лучшая исполнительница поп-музыки» за песню «White Flag». Альбом пробыл на первом месте британского хит-парада альбомов 10 недель, пробыв в этом чарте 54 недели, став бестселлером года в этой стране. 18 недель он пробыл на вершине Еврочарта European Top 100 Albums. В США Life for Rent дебютировал сразу на 4-й строчке и к октябрю 2003 года там было продано более 1,5 миллиона экземпляров. В Австралии альбом дебютировал на первом месте в альбомном чарте ARIA, разойдясь тиражом в 420 000 экземпляров.

## Список композиций
| №   | Название                                                       | Автор(ы)                                  | Длительность |
| --- | -------------------------------------------------------------- | ----------------------------------------- | ------------ |
| 1.  | «White Flag» (Белый флаг)                                      | Дайдо, Ролло Армстронг, Рик Науэлс        | 4:01         |
| 2.  | «Stoned» (Под кайфом)                                          | Д. Армстронг, Р. Армстронг, Лестер Мендес | 5:55         |
| 3.  | «Life for Rent» (Жизнь взаймы)                                 | Д. Армстронг, Р. Армстронг                | 3:41         |
| 4.  | «Mary’s in India» (Мери в Индии)                               | Д. Армстронг, Р. Армстронг                | 3:41         |
| 5.  | «See You When You’re 40» (Увидимся, когда тебе будет 40)       | Д. Армстронг, Р. Армстронг, Обри Нанн     | 5:20         |
| 6.  | «Don’t Leave Home» (Не покидай дом)                            | Д. Армстронг, Р. Армстронг                | 3:46         |
| 7.  | «Who Makes You Feel» (Кто заставляет тебя почувствовать)       | Д. Армстронг, Р. Армстронг, DJ Pnut       | 4:20         |
| 8.  | «Sand in My Shoes» (Песок в сандалиях)                         | Д. Армстронг, Р. Науэлс                   | 4:59         |
| 9.  | «Do You Have a Little Time» (У тебя найдется немного времени?) | Д. Армстронг, Марк Бейтс, Р. Науэлс       | 3:55         |
| 10. | «This Land Is Mine» (Эта земля принадлежит мне)                | Д. Армстронг, Р. Армстронг, Р. Науэлс     | 3:46         |
| 11. | «See the Sun» (Ты увидишь солнце)                              | Д. Армстронг                              | 10:36        |

- Альбом «Life For Rent» содержит скрытую песню «Closer» (3:29), которая следует за финальной песней «See the Sun» (на самом деле её продолжительность составляет 5:04) после двухминутной паузы.

### Синглы
- Песня «White Flag» была выпущена как основной сингл с альбома на радио. Песня была положительно воспринята критикой, рецензировавшей альбом. Сингл стал мировым хитом, возглавив хит-парады Австралии и Европы.[15] Он также стал № 2 в Великобритании (UK Singles Chart), не попав на первое место из-за хита «Where Is the Love?» группы Black Eyed Peas, но, став самым высокорейтинговым в этом чарте синглом певицы.[16] В итоговом годовом чарте Великобритании сингл занял двенадцатое место.[8] В США он был № 18 в Billboard Hot 100, став вторым для певицы хитом в американской первой двадцатке.[17] Больший успех наблюдался в чарте Hot Adult Contemporary Tracks, где он достиг второго места и продержался там 66 недель.[17]
- Вторым синглом стала заглавная песня Life for Rent. Она вошла в Top-10 британского UK Singles Chart и достигла восьмого места в Ирландии Irish Singles Chart.[18][19][20] Режиссёром музыкального видеоклипа стала Софи Мюллер.[21]
- Третьим синглом стал Don’t Leave Home (в соавторстве с братом), который дебютировал на 25-м месте в Великобритании.[22]
- Четвёртый сингл «Sand in My Shoes» стал танцевальным клубным хитом в США, достигнув первого места в Hot Dance Club Play журнала Billboard.[23] В Великобритании он был на 29-м месте.[24]
- Кроме того, в США для ночных клубов был издан ремикс песни «Stoned» (почти одновременно с выходом первого сингла «White Flag»), который стал № 1 в Billboard Hot Dance/Club Songs.[23]

## Участники записи
- Дайдо Армстронг — вокал
- Полин Тейлор (англ. Pauline Taylor) — бэк-вокал
- Расти Андерсон (англ. Rusty Anderson) — гитара
- Дейв Рэндолл — гитара
- Рик Ноуэлс — гитара, клавишные
- Адам Зиммон — акустическая гитара
- Пол Хермен — акустическая гитара
- Обри Нанн — бас-гитара
- Систер Блисс (англ. Sister Bliss) — клавишные, фортепиано
- Марк Бейтс — гармонь, клавишные, перкуссия
- Карлос Паукар — перкуссия
- Мако Сакамото — ударные
- Энди Триси — ударные
- Продюсеры — Д. Армстронг, Р. Армстронг, Р. Ноуэлс
- Программисты — Д. Армстронг, Систер Блисс, DJ Pnut, Стив Сайдлинк

## Альбом в мировых чартах
| Хит-парад                          | Высшая позиция | Сертификация  | Продажи    |
| ---------------------------------- | -------------- | ------------- | ---------- |
| Argentinian Albums Chart           | —              | 3× платиновый | 120 000+   |
| Australian Albums Chart            | 1              | 6× платиновый | 420 000+   |
| Austrian Albums Chart              | 2              | Платиновый    | 30 000+    |
| Belgium Albums Chart (Flanders)    | 1              | 2× платиновый | 100 000+   |
| Belgium Albums Chart (Wallonia)    | 1              | 2× платиновый | 100 000+   |
| Brazilian Albums Chart             | —              | Золотой       | 50 000+    |
| Canadian Albums Chart              | 2              | 3× платиновый | 300 000+   |
| Denmark Albums Chart               | 1              | Платиновый    | 30 000+    |
| European Top 100 Albums            | 1              | 5× платиновый | 5 000 000+ |
| Finland Albums Chart               | 3              | Золотой       | 17 400+    |
| French Albums Charts               | 1              | 2× платиновый | 645 000+   |
| German Albums Charts               | 1              | 3× платиновый | 600 000+   |
| Hungarian Albums Chart             | 7              | Золотой       | 15 000+    |
| Italian Albums Chart               | 2              | Платиновый    | 100 000+   |
| Mexican Albums Charts              | 4              | Золотой       | 75 000+    |
| Netherlands Albums Chart           | 1              | Платиновый    | 80 000+    |
| New Zealand Albums Chart           | 1              | 4× платиновый | 60 000+    |
| Norwegian Albums Chart             | 2              | 2× платиновый | 80 000+    |
| Russian Albums Chart               | —              | Платиновый    | 20 000+    |
| Swedish Albums Chart               | 1              | Платиновый    | 60 000+    |
| Swiss Albums Top 100               | 1              | 3× платиновый | 120 000+   |
| UK Albums Chart                    | 1              | 7× платиновый | 2 833 000+ |
| U.S. Billboard 200                 | 4              | 2× платиновый | 2 100 000+ |
| U.S. Billboard Top Internet Albums | 12             | 2× платиновый | 2 100 000+ |